# جيمس وردي
السير جيمس مان وردي (16 يناير 1962 26 أبريل 1889 مستكشف قطبي وجيولوجي إسكتلندي، كان زميلا في الجمعية الملكية حاصل على بكالوريوس في القانون. كان رئيسًا للجمعية الجيولوجية الملكية من 1951 إلى 1954.